# Alegeri legislative în Franța, 1962
Alegerile parlamentare din Franța, din 1962 s-au desfășurat în două tururi de scrutin, pe 18, respectiv pe 25 noiembrie, după decizia de dizolvare a Adunării Naționale din data de 9 octombrie 1962, în urma votului moțiunii de cenzură din 4 octombrie (a doua legislatură).

## Rezultate naționale
Alegerile parlamentare franceze, 1962
| Partide politice | Partide politice                                         | Voturi ( primul tur ) | Voturi ( primul tur ) | Voturi ( primul tur ) | Voturi ( al doilea tur ) | Voturi ( al doilea tur ) | Voturi ( al doilea tur ) | Total  | Total | Total  |
| Partide politice | Partide politice                                         | #                     | %                     | +/-                   | #                        | %                        | +/-                      | Locuri | +/-   | %      |
| ---------------- | -------------------------------------------------------- | --------------------- | --------------------- | --------------------- | ------------------------ | ------------------------ | ------------------------ | ------ | ----- | ------ |
|                  | Uniunea pentru Noua Republică (UNR-UDT)                  | 5 855 744             | 31,94                 | +14,34%               | 6 169 890                | 40,36                    | +12,16%                  | 229    | +17   | 51,34% |
|                  | Partidul Comunist Francez (PCF)                          | 4 003 553             | 21,84                 | +2,34%                | 3 195 763                | 20,94                    | +0,34%                   | 41     | +31   | 9,19%  |
|                  | Secțiunea Franceză a Internaționalei Muncitorești (SFIO) | 2 298 729             | 12,54                 | -2,96%                | 2 264 011                | 14,83                    | +1,03%                   | 65     | +21   | 14,57% |
|                  | Mișcarea Republicană Populară (MRP)                      | 1 665 695             | 9,08                  | -0,02%                | 821 635                  | 5,45                     | -9,95%                   | 36     | -20   | 8,07%  |
|                  | Partidul Radical-Socialist / Radicalii                   | 1 429 649             | 7,79                  | +2,99%                | 1 172 711                | 7,68                     | ?                        | 44     | -     | 9,42%  |
|                  | Centrul Național al Independenților și Țăranilor (CNIP)  | 1 404 177             | 7,66                  | -6,04%                | -                        | -                        | -                        | 28     | -     | -      |
|                  | Republicani Independenți                                 | 1 089 348             | 5,94                  | +5,94%                | 1 444 666                | 9,46                     | -                        | 20     | +20   | 8,07%  |
|                  | Extremă Stânga                                           | 427 467               | 2,38                  | +2,38%                | 138 131                  | 0,90                     | +0,90%                   | 2      | +2    | 0,45%  |
|                  | Extremă Dreapta                                          | 159 429               | 0,87                  | 2,43%                 | 52 245                   | 0,34                     | -0,56%                   | 0      | -     | 0,00%  |
|                  | Diverse (dintre care de centru : 10 locuri)              | de completat          | ?                     | -                     | de completat             | ?                        | -                        | 11     | -     | 02,46% |

Contrar Alegerilor Parlamentare precedente, a rezultat o puternică ascensiune a  locurilor de stânga în ciuda declinului în voturi al socialiștilor. Cât despre Radicali, aceștia își continuă regresul cu 7,79% din voturi.

## Componența Adunării Naționale
| Grup                                                    | Membri | Legături | Total | %     |
| ------------------------------------------------------- | ------ | -------- | ----- | ----- |
| UNR-UDT Uniunea Pentru Noua Republică                   | 216    | 17       | 233   | 48,34 |
| Socialist                                               | 64     | 2        | 66    | 13,69 |
| CD Centru Democratic                                    | 51     | 4        | 55    | 11,41 |
| Communiste Partidul Comunist Francez                    | 41     | 0        | 41    | 08,51 |
| RD (fr.Rassemblement démocratique) Adunarea Democratică | 35     | 4        | 39    | 08,10 |
| RI Republicani Independenți                             | 32     | 3        | 35    | 07,21 |
| Neînscriși                                              | 13     | -        | 13    | 02,70 |
| Total                                                   | 452    | 30       | 482   | 100,0 |